# Pseudoluperus tuberculatus
Pseudoluperus tuberculatus är en skalbaggsart som först beskrevs av Blake 1942.  Pseudoluperus tuberculatus ingår i släktet Pseudoluperus och familjen bladbaggar. Inga underarter finns listade i Catalogue of Life.